# IHLIA LGBTI Heritage
L'IHLIA LGBTI Héritage, anciennement connu sous le nom de Centre d'information et d'archive internationale homo/lesbien (International Homo/Lesbian Information center and Archive : IHLIA), est un centre international d'archives et de documentation sur l' homosexualité, la bisexualité et les transidentités,, basé dans une grande bibliothèque publique d'Amsterdam. Il collecte, conserve et présente au public toutes sortes d'informations dans le domaine des identités LGBT. 
L'IHLIA gère la plus grande collection LGBTI+ d'Europe avec plus de 100 000 titres sur 1515 mètres de longueur d'étagère - livres, revues et magazines, films, documentaires, affiches, photographies et objets tels que des T-shirts, des boutons et des emballages de préservatifs. L'immense majorité des documents est en néerlandais et en anglais, mais on trouve aussi des documents assez rares en français, en allemand et en espagnol. 
L'IHLIA a été fondée en 1999 par la fusion de l'HomoDok (documentation sur l'homosexualité de l' Université d'Amsterdam) et des Archives Lesbiennes d'Amsterdam et de Leeuwarden. Depuis 2007, l'IHLIA est situé à la Bibliothèque publique d'Amsterdam. 
L'IHLIA et le Fonds George Mosse organisent chaque année les Conférences Mosse.

## Galerie

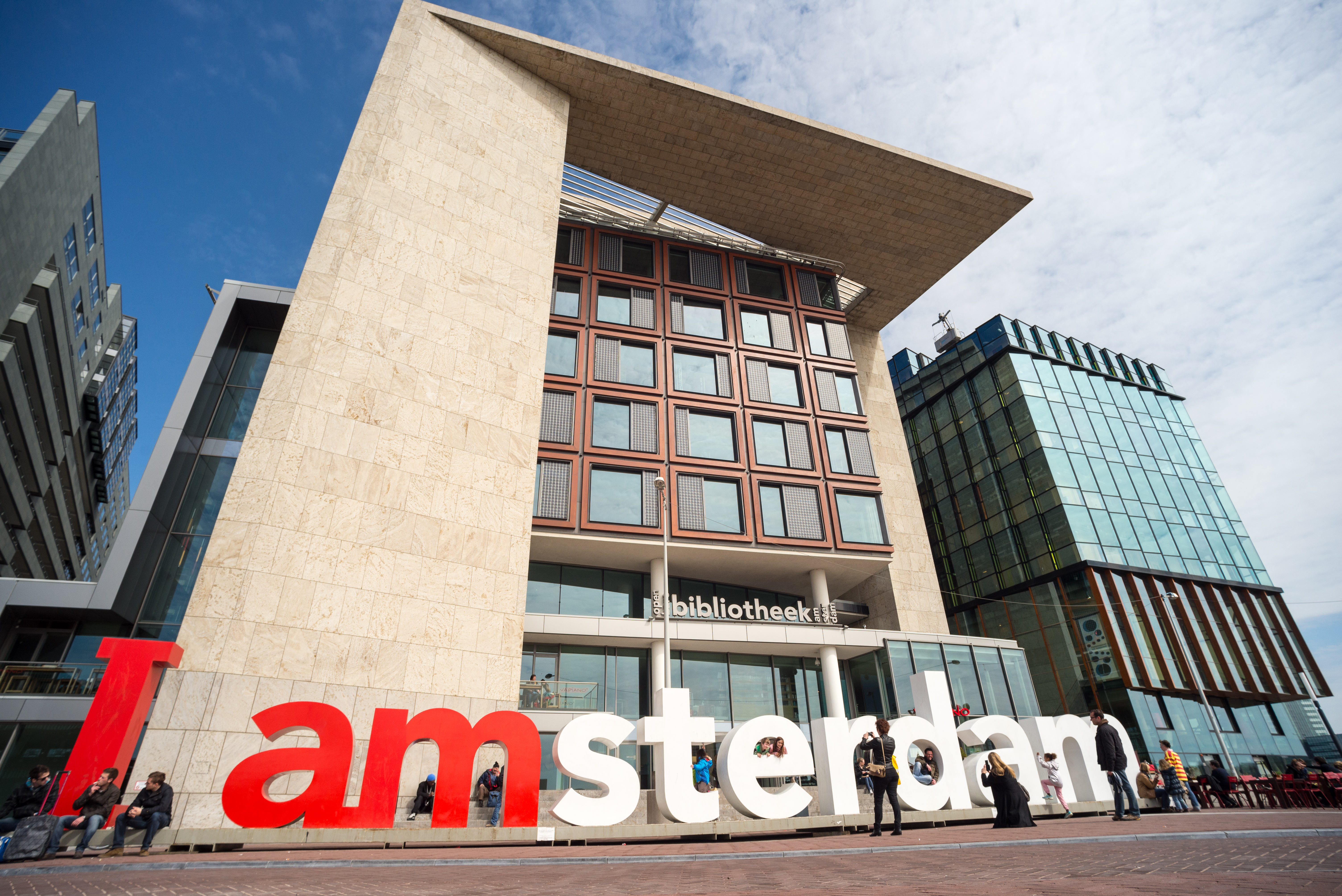
Entrée de la bibliothèque publique d'Amsterdam où se trouve l'IHLIA
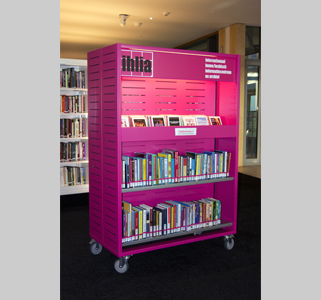
Bibliothèque spéciale Rose
- Der Eigene. Ein Blatt für Alle und Keinen (Votre propre magazine. Un magazine pour tous et pour personne), 1896, Berlin-Wilhelmshagen. Premier magazine homosexuel. Texte intégral. Collection IHLIA LGBT Heritage